# 1053
Cette page concerne l'année 1053  du calendrier julien.
L'année 1053 est une année commune qui commence un vendredi.

## Événements
- 8 février : l'inscription de Sdok Kok Thom au Cambodge indique que le roi khmer Jayavarman II (règne 802-869) a établi sa capitale à Angkor après s'être libéré de la suzeraineté de "Java"[1].

- 17 décembre[2] : une lettre du pape Léon IX dénombre seulement cinq évêchés en Afrique, alors qu'il y en avait plus d'une quarantaine au milieu du VIIIe siècle. Déclin du christianisme au Maghreb[3].

- Maroc : les Almoravides marchent vers le nord et prennent le royaume zénète de Sijilmassa (fin en 1055)[4].

- Fujiwara no Yorimichi fait construire le pavillon du Phénix au temple Byōdō-in à Kyōto au Japon[5].

### Europe
- 15 avril : Harold II devient comte de Wessex à la mort de Godwin[6].

- 9 juin : à Saint-Denis, reconnaissance des reliques du saint[7].
- 18 juin : bataille de Civitate. Les Normands des comtes Onfroi d'Apulie et Richard Ier d'Aversa écrasent les forces coalisées du pape Léon IX et de l'empereur germanique Henri III le Noir conduites par le recteur Rodolphe de Bénévent près de Foggia. Léon IX est capturé et emprisonné[8].

- Les Petchenègues, qui ont passé le Danube cinq ans plus tôt vers 1048, demandent la paix après leur victoire sur l’empire byzantin, qui doit leur payer tribut, leur donner de nouvelles terres et des dignités auliques[9].
- Mariage de Guillaume le Bâtard et de Mathilde de Flandre[10]. Malgré l’opposition du Pape, Guillaume de Normandie et Mathilde de Flandre décident de se marier, d'un mariage à la fois d'amour et politique. Toutefois, leur consanguinité au cinquième degré était un facteur discriminant aux yeux du Pape Léon IX. Pour se réconcilier avec l'Église, ils construiront à Caen deux superbes abbayes : l’abbaye de la Sainte-Trinité, dite Abbaye aux Dames et l’abbaye Saint-Étienne, dite Abbaye aux Hommes[11]. Elles recevront respectivement les tombeaux de Mathilde et de Guillaume.
- Almodis de la Marche, épouse du comte Pons de Toulouse est enlevée avec son consentement par le comte Raimond-Bérenger de Barcelone (entre le 29 juin 1053 et le 15 février 1054) ; elle l'épouse et devient comtesse de Barcelone[12].
- Concile d’Embrun présidé par le légat Hildebrand. Il dépose l'évêque de Gap, Ripert, convaincu de simonie[13].